# لوئیز کارلوس وینک

لوئیز کارلوس وینک - ۱۹۸۹

لوئیز کارلوس وینک (پرتغالی: Luiz Carlos Winck؛ زادهٔ ۵ ژانویهٔ ۱۹۶۳) بازیکن سابق و مربی فوتبال اهل برزیل است.
از باشگاه‌هایی که در آن بازی کرده‌است می‌توان به باشگاه فوتبال بوتافوگو، باشگاه فوتبال اتلتیکو مینیرو، باشگاه ورزشی واسکو دوگاما، باشگاه فوتبال فلامینگو، باشگاه ورزشی اینترناسیونال، باشگاه فوتبال کورینتیانس، باشگاه فوتبال گرمیو، و باشگاه فوتبال سان خوزه اشاره کرد.
وی همچنین در تیم ملی فوتبال برزیل بازی کرده‌است.
وی در مسابقات کشوری و بین‌المللی در مجموع برندهٔ ۲ مدال نقره شده‌است.